# Episodi di Dragon Ball Z (prima stagione)
La prima stagione della serie televisiva anime Dragon Ball Z si intitola Saga dei Saiyan (サイヤ人編?, Saiya-jin hen) e comprende i primi 35 episodi. È prodotta da Toei Animation con regia di Daisuke Nishio, basata sul manga Dragon Ball di Akira Toriyama. La stagione è ambientata cinque anni dopo la ventitreesima edizione del Torneo Tenkaichi rappresentata nella serie precedente e vede la comparsa di temibili guerrieri venuti dallo spazio: si tratta dei superstiti della stirpe dei Saiyan, a cui si scopre appartenere lo stesso protagonista Son Goku.
La stagione è andata in onda in Giappone su Fuji TV di mercoledì dal 26 aprile 1989 al 7 febbraio 1990. L'edizione italiana è stata dapprima pubblicata da De Agostini in videocassette da due episodi l'una, distribuite su base quindicinale dal settembre 1998 come allegato del periodico Dragon Ball Z Collection. Gli episodi furono quindi trasmessi su Italia 1 dal 26 aprile al 23 maggio 2000 con sei appuntamenti da un episodio e mezzo alla settimana, dal lunedì al sabato.
Le sigle impiegate nell'edizione originale sono Cha-La Head-Cha-La di Hironobu Kageyama per l'apertura e Detekoi tobikiri Zenkai Power! di Manna per la chiusura, sostituite nel passaggio televisivo italiano dalla sigla unica What's My Destiny Dragon Ball, cantata da Giorgio Vanni.

## Lista episodi
| Nº | Titolo italiano Giapponese 「Kanji」 - Rōmaji - Traduzione letterale | In onda           | In onda                                             |
| Nº | Titolo italiano Giapponese 「Kanji」 - Rōmaji - Traduzione letterale | Giapponese        | Italiano                                            |
| 1  | Il misterioso combattente 「ミニ悟空はおぼっちゃま! ボク悟飯です」 - Mini Gokū wa obocchama! Boku Gohan desu – "Il mini Goku è un tesoro! Io sono Gohan" | 26 aprile 1989    | 26 aprile 2000                                      |
| 1  | Sono passati cinque anni dal 23º torneo Tenkaichi, e Son Goku, sposato con Chichi, ha un figlio di nome Son Gohan di quattro anni. Quest'ultimo si perde nel bosco e non riesce a fare ritorno a casa, poiché al contrario del padre non gli piace combattere ma è amante dello studio. Alla fine Goku giunge a salvarlo per portarlo all'isola del Maestro Muten. Intanto sulla Terra arriva un guerriero misterioso in cerca di un certo Kakaroth. Durante la ricerca egli si imbatte in Piccolo il quale, sfidandolo, scopre di non essere nemmeno in grado di ferirlo. Il guerriero, tramite il suo scouter, rileva l'aura più grande presente sulla Terra e vi si dirige arrabbiato del fatto che gli abitanti del pianeta non siano stati sterminati da Kakaroth. |                   |                                                     |
| 2  | Il fratello di Goku 「史上最強の戦士は悟空の兄だった!」 - Shijō saikyō no senshi wa Gokū no ani datta! – "Il più forte guerriero di tutta la storia è il fratello di Goku!" | 3 maggio 1989     | 26 aprile 2000 (1ª parte) 27 aprile 2000 (2ª parte) |
| 2  | Il misterioso combattente si reca all'isola del Maestro Muten dove si rivela a Goku, che era lì insieme al figlio, Bulma, Crilin e al Maestro Muten per una rimpatriata: lui è suo fratello Radish appartenente alla razza guerriera dei Saiyan, giunto lì per prelevarlo poiché il loro pianeta, Vegeta è stato distrutto da una meteora e insieme a Goku sono rimasti solo quattro superstiti. Si scopre che il protagonista fu inviato sulla Terra per distruggerla, ma da piccolo, accudito dal nonno Son Gohan, picchiò violentemente la testa perdendo la memoria nonché la sua indole malvagia. Radish rapisce Gohan e ricatta Goku che se non si riunirà agli ultimi membri sopravvissuti della sua razza uccidendo un centinaio di umani, morirà insieme agli altri terrestri. |                   |                                                     |
| 3  | L'invincibile coppia 「やった！これが地上最強のコンビだ!」 - Yatta! Kore ga chijō saikyō no konbi da! – "Va bene! Questa è la combinazione più forte della Terra!" | 10 maggio 1989    | 27 aprile 2000                                      |
| 3  | Goku si oppone al ricatto di Radish, il quale vola via portando con sé Gohan e chiudendolo nella navicella: Muten e Crilin sono pronti ad aiutare il ragazzo, non essendo reperibili Tenshinhan e Yamcha, quando sull'isola giunge Piccolo che dichiara a sorpresa di voler compiere un'alleanza temporanea con Goku per eliminare il Saiyan che potrebbe ostacolarlo nella conquista del pianeta. Grazie al radar di Bulma che individua la sfera del drago tenuta da Gohan sul cappello, l'improvvisata coppia raggiunge Radish dando inizio a un difficile combattimento. |                   |                                                     |
| 4  | Junior gioca la sua carta 「ピッコロの切札! 悟飯は泣き虫クン」 - Pikkoro no kirifuda! Gohan wa nakimushi-kun – "La carta vincente di Piccolo! Gohan è un piagnucolone" | 17 maggio 1989    | 28 aprile 2000                                      |
| 4  | Superati in velocità e forza da Radish, Goku e Piccolo lanciano contro di lui una Kamehameha e il Cannone Speciale riuscendo però a causargli solo lievi danni: Goku afferra di sorpresa la coda al fratello per indebolirlo ma mentre Piccolo sta preparando un nuovo attacco, Radish inganna l'eroe e lo colpisce a tradimento. Sentendo il padre in pericolo, Gohan — del quale il rilevatore elettronico aveva già segnalato una notevola forza per la giovane età — viene pervaso da una furia tale da distruggere la navicella in cui era stato rinchiuso e lanciarsi in suo aiuto. |                   |                                                     |
| 5  | La scomparsa di Goku 「悟空死す! ラストチャンスは一度だけ」 - Gokū shisu! Rasuto chansu wa ichido dake – "Goku muore! C'è un'ultima possibilità" | 24 maggio 1989    | 28 aprile 2000 (1ª parte) 29 aprile 2000 (2ª parte) |
| 5  | Gohan si scaglia a pieno corpo contro Radish, ferendolo al petto prima di svenire per un calcio del nemico; Goku immobilizza nuovamente il fratello e, decidendo di sacrificarsi, vengono entrambi colpiti dal Cannone Speciale di Piccolo rimanendo uccisi. Bulma, Crilin e Muten sono frattanto giunti sull'isola con un elicottero rinvenendo Gohan privo di sensi ma illeso: Goku dà l'addio ai suoi amici e il corpo scompare per ritrovarsi nell'aldilà, dove su consiglio del Dio il ragazzo si reca verso il pianeta di Re Kaioh del Nord. Prima di spirare Radish, che aveva origliato col proprio rilevatore le informazioni di Piccolo sulle sfere magiche utili a resuscitare Goku, trasmette il messaggio ai suoi fratelli Nappa e Vegeta annunciando che entro un anno essi attaccheranno la terra: i due Saiyan hanno nel frattempo invaso un lontano pianeta ma, ricevuta la richiesta d'aiuto, decidono di partire immediatamente per sfruttare l'assenza di Goku. Piccolo porta Gohan con sé per allenarlo, in previsione dello scontro con due nemici dalla forza superiore al precedente.                                  |                   |                                                     |
| 6  | Padre e figlio si allenano 「エンマ様もビックリ あの世でファイト」 - Enma-sama mo bikkuri ano yo de faito – "Anche Lord Enma è sorpreso, uno scontro nell'Aldilà" | 7 giugno 1989     | 29 aprile 2000                                      |
| 6  | Goku comincia il suo percorso sul lunghissimo Serpentone per raggiungere il re Kaioh del Nord. Piccolo mostra a Gohan le sue vere capacità, scagliandolo contro una grossa roccia che con i suoi poteri il piccolo riesce a spostare, e lo costringe a vivere solo in una landa desolata per sei mesi, mentre lui stesso si allenerà per conto suo. |                   |                                                     |
| 7  | L'addestramento di Gohan 「恐竜とサバイバル! 悟飯のツライ修業」 - Kyōryū to sabaibaru! Gohan no tsurai shugyō – "Sopravvivere al dinosauro! Il difficile allenamento di Gohan" | 14 giugno 1989    | 1º maggio 2000                                      |
| 7  | Gohan vive solo in una zona deserta ed è costretto a vedersela con un enorme dinosauro. Senza sapere come si ritrova in cima a un monte altissimo. |                   |                                                     |
| 8  | La metamorfosi di Gohan 「月の輝く夜に大変身! 悟飯パワーの秘密」 - Tsuki no kagayaku yoru ni daihenshin! Gohan pawā no himitsu – "La grande trasformazione in una notte di luna! Il segreto del potere di Gohan" | 21 giugno 1989    | 1º maggio 2000 (1ª parte) 2 maggio 2000 (2ª parte)  |
| 8  | Gohan, guardando la Luna, si trasforma in uno Scimmione. Piccolo, sorpreso dalla potenza scatenata dal bambino, è costretto a distruggere la Luna, che era stata ricreata da Dio, e a tagliare la coda al bambino, se non vuole che la Terra venga distrutta. |                   |                                                     |
| 9  | Il robot 「ゴメンねロボットさん 砂漠に消えた涙」 - Gomen ne Robotto-san sabaku ni kieta namida – "Mi dispiace Signor Robot, verserò le lacrime nel deserto" | 28 giugno 1989    | 2 maggio 2000                                       |
| 9  | Gohan, caduto all'interno di un tempio antico dopo essere stato avvinghiato da un'aquila reale, incontra un robot guasto che risveglia, il quale dopo averlo aiutato a mangiare dei funghi lo aiuta a uscire dal tempio che sta per crollare e lo stimola ad essere coraggioso nella sua avventura. |                   |                                                     |
| 10 | Il primo combattimento di Gohan 「泣くな悟飯! はじめての戦い」 - Naku na Gohan! Hajimete no tatakai – "Non piangere Gohan! Il suo primo combattimento" | 5 luglio 1989     | 3 maggio 2000                                       |
| 10 | Gohan si prende cura di un brontosauro che viene poi ucciso da un tirannosauro, senza che lui possa fare nulla per salvarlo. Intanto Crilin si reca da Yamcha, che stava partecipando con la sua squadra ad una partita di baseball culminata in una rissa in campo, per raccontargli cos'era successo a Goku e chiedergli di allenarsi per affrontare i Saiyan. |                   |                                                     |
| 11 | Il risveglio dei Sayan 「宇宙一の強戦士 サイヤ人めざめる！」 - Uchū ichi no kyōsenshi Saiya-jin mezameru! – "I Saiyan, i guerrieri più potenti dell'universo, arrivano!" | 12 luglio 1989    | 3 maggio 2000 (1ª parte) 4 maggio 2000 (2ª parte)   |
| 11 | Vegeta e Nappa, i due Saiyan decisi a distruggere la Terra, giungono su un piccolo pianeta e dopo alcune peripezie lo distruggono uccidendone tutti gli abitanti. Intanto Gohan continua ad ambientarsi sempre di più, tanto da riuscire a sottomettere il dinosauro che prima lo terrorizzava. |                   |                                                     |
| 12 | Tensing si riunisce al gruppo 「蛇の道でいねむり 悟空が落っこちる」 - Hebi no michi de inemuri Gokū ga okkochiru – "Pisolino sulla strada del Serpentone, Goku ha una caduta" | 19 luglio 1989    | 4 maggio 2000                                       |
| 12 | Tenshinhan e Jiaozi vivono insieme a Lunch in una casetta vicino a una cascata. Tenshinhan continua ad allenarsi insieme al suo amico, ma niente è sufficiente per vincere Goku. Crilin si reca dai guerrieri, convincendoli a partecipare alla lotta contro i Saiyan. |                   |                                                     |
| 13 | Il frutto magico di Re Yammer 「手を出すな！エンマ様の秘密の果実」 - Te o dasu na! Enma-sama no himitsu no kudamono – "Giù le mani! Il frutto segreto di Lord Enma" | 26 luglio 1989    | 5 maggio 2000                                       |
| 13 | Goku, guadagnato il passaggio su un camioncino, si addormenta mentre è a bordo, cade dal Serpentone e finisce negli inferi. Due demoni, Gozu e Meizu, cercano di divertirsi con lui. Gozu appare per primo e colpisce Goku con una clava impedendogli di mangiare il frutto del re Enma, che Goku aveva visto sull'albero. In seguito sfida l'ingenuo Saiyan a una sfida di lotta, promettendogli di aiutarlo se avesse vinto l'incontro. Goku vince e Gozu continua a divertirsi con lui, finché il turno non passa a Mezu che gli propone una gara di corsa. Goku è molto veloce e infine i due sono costretti ad aiutarlo e a portarlo in una via segreta che porta al palazzo del re Enma. Goku si ritrova al punto di partenza, ma molto più veloce grazie al frutto che infine era riuscito a mangiare. |                   |                                                     |
| 14 | La principessa 「あま～い誘惑！蛇姫さまのおもてなし」 - Ama~i yūwaku! Hebihimesama no omotenashi – "Che dolce tentazione! L'ospitalità della Grande Principessa Serpente" | 2 agosto 1989     | 5 maggio 2000 (1ª parte) 6 maggio 2000 (2ª parte)   |
| 14 | Lungo la corsa sul Serpentone, Goku scorge un palazzo che crede essere quello di re Kaioh: si avvicina e viene risucchiato all'interno, dove viene accolto ospitato dalla principessa Sissi, Dea del Serpentone, che lo rifocilla nella speranza di sposarlo. Per cercare di trattenerlo nel palazzo gli offre anche un bagno e uno spettacolo messo in scena dalle sue ragazze, ma quando Goku tenta di abbandonare il luogo per proseguire il suo percorso la principessa si trasforma in un enorme serpente sputafuoco. Goku lo sconfigge attorcigliandolo e continua il suo viaggio nella speranza di incontrare il re Kaioh. |                   |                                                     |
| 15 | Gohan vuole tornare a casa 「ピッコロからの脱出！嵐を呼ぶ悟飯」 - Pikkoro kara no dasshutsu! Arashi o yobu Gohan – "Fuga da Piccolo! Gohan affronta una tempesta" | 9 agosto 1989     | 6 maggio 2000                                       |
| 15 | Gohan ha nostalgia di casa e sente la mancanza della mamma, per cui, giunto su un'isola, decide di tornare a casa e costruisce una zattera per attraversare il mare. Poco dopo aver preso il largo scoppia una tempesta in mare e la sua zattera comincia a distruggersi. Avvertito il pericolo Piccolo si mette sulle sue tracce. |                   |                                                     |
| 16 | Gohan torna a casa 「走れ悟飯！チチの待つなつかしのパオズ山」 - hashire Gohan! Chichi no matsu natsukasi no paozu yama – "Corri Gohan! Nostalgia del Monte Paoz, dove Chichi è in attesa" | 16 agosto 1989    | 8 maggio 2000                                       |
| 16 | Dopo la tempesta in cui era rimasto coinvolto, Gohan viene rinvenuto privo di sensi in riva al mare da due bambini. Questi lo convincono a seguirli nella vecchia casa diroccata dove vivono insieme ad altri bambini, che si rivelano essere tutti orfanelli. Gohan rimane fa amicizia con loro e si trattiene per un paio di giorni, apprendendo che i ragazzi si sono rifugiati lì per nascondersi dalle continue ronde di alcuni uomini che vogliono rinchiuderli in un istituto per orfani in cui nessuno vuole andare. Gohan li aiuta a fronteggiarli, sempre però col pensiero di tornare a casa da sua mamma, per cui saluta i suoi nuovi amici e si incammina. Giunto sul monte Paoz e intravista casa sua, con le lacrime agli occhi decide però di tornare indietro correndo, fino a quando in un campo fiorito viene ritrovato da Piccolo, che gli ricorda qual è il suo compito. |                   |                                                     |
| 17 | L'incontro con i due Sayan 「明日なき街! 勝利への遠い道のり」 - Asu naki machi! Shōri e no tōi michinori – "La città senza un domani! La lunga strada per la vittoria" | 30 agosto 1989    | 8 maggio 2000 (1ª parte) 9 maggio 2000 (2ª parte)   |
| 17 | Crilin, Tenshinhan, Yamcha e Jiaozi vengono trasportati da Dio in un mondo parallelo dove si scontrano con due Saiyan fittizi. I due alieni attaccano subito il gruppo uccidendo al primo attacco sia Jiaozi che Crilin. Tenshinhan e Yamcha combattono insieme nel tentativo di fermare i due Saiyan. Yamcha durante il combattimento mostra una versione potenziata del suo Sokidan, il Cho Sokidan. Nonostante lottino al limite delle loro capacità i due giovani terrestri vengono duramente sconfitti e uccisi dagli alieni. Yamcha e Tenshinhan si risvegliano dopo la loro morte e scoprono che la battaglia che hanno sostenuto era solo un'illusione creata allo scopo di fare loro comprendere l'enorme potenza combattiva dei Saiyan. Dio inoltre rivela che i due Saiyan incontrati non erano guerrieri di alto livello e che la loro forza non era nemmeno paragonabile a quella dei due guerrieri in viaggio per la Terra, e chiede loro se sono ancora convinti di volere partecipare alla battaglia che verrà. Yamcha afferma sicuro che si sottoporrà a qualunque allenamento pur di riuscire a sconfiggere i due avversari. |                   |                                                     |
| 18 | La fine del Serpentone 「終点～ん蛇の道! おめえが界王様か?」 - Shūte~n hebi no michi! Omee kaiō-sama ka? – "Ultima fermata nella strada del Serpentone! Sei Re Kaio?" | 6 settembre 1989  | 9 maggio 2000                                       |
| 18 | Durante la notte Gohan, sentendo una voce proveniente da un apparecchio, impazzisce attaccando Piccolo per poi trasformarsi nuovamente in scimmione poiché gli è ricresciuta la coda. La trasformazione è dovuta ad una finta luna proiettata dalla vecchia navicella di Goku, così Piccolo la distrugge e gli stacca nuovamente la coda. Goku giunge alla fine del Serpentone e finisce sul pianeta del re Kaioh, facendo però un primo incontro con una scimmia che in un primo momento crede essere il re Kaioh. |                   |                                                     |
| 19 | All'inseguimento di Bubbles 「重力との戦い! バブルス君をつかまえろ」 - Jūryoku to no tatakai! Baburusu-kun o tsukamaero – "La battaglia con la gravità! Cattura il piccolo Bubbles" | 13 settembre 1989 | 10 maggio 2000                                      |
| 19 | Il re Kaioh, dopo essersi inizialmente rifiutato di allenare Goku poiché non rideva alle sue battute, affida a Goku il suo primo compito: catturare la scimmietta Bubbles, che si mette a correre su e giù per il piccolo pianeta. |                   |                                                     |
| 20 | La storia dei Sayan 「よみがえるサイヤ人伝説! 悟空のルーツ」 - Yomigaeru Saiya-jin densetsu! Gokū no rūtsu – "Il ritorno della leggenda Saiyan! Le radici di Goku" | 20 settembre 1989 | 10 maggio 2000 (1ª parte) 11 maggio 2000 (2ª parte) |
| 20 | Come secondo allenamento Goku deve colpire con un grosso martello una cavalletta di nome Gregory. Durante una pausa il re Kaioh racconta a Goku la storia dei Saiyan e di come annientarono gli Tsufuru (Tafli). |                   |                                                     |
| 21 | L'arrivo dei Sayan 「いでよ神龍! サイヤ人ついに地球到着」 - Ide yo Shenron! Saiya-jin tsui ni chikyū tōchaku – "Sbrigati Shenron! I Saiyan sono finalmente arrivati" | 27 settembre 1989 | 11 maggio 2000                                      |
| 21 | I Saiyan giungono sulla Terra. Il Maestro Muten chiede al drago Shenron la resurrezione di Goku. |                   |                                                     |
| 22 | I Saibaim 「んなバカな!! 土から生まれたサイバイマン」 - Nna baka na!! Tsuchi kara umareta Saibaiman – "Incredibile! Saibaimen, nati dal sottosuolo" | 11 ottobre 1989   | 12 maggio 2000                                      |
| 22 | I terrestri si schierano contro i Saiyan, i quali rivelano che anche Piccolo, e perciò Dio, provengono da un altro pianeta, di nome Namecc. I Saiyan fanno germogliare dalla terra dei guerrieri vegetali, i Saibaimen. |                   |                                                     |
| 23 | Addio, Iamko! 「ヤムチャ死す! 恐るべきサイバイマン」 - Yamucha shisu! Osorubeki Saibaiman – "Yamcha muore! Il terrore del Saibaimen" | 18 ottobre 1989   | 12 maggio 2000 (1ª parte) 13 maggio 2000 (2ª parte) |
| 23 | Sul luogo della battaglia arrivano anche Yamcha, Tenshinhan e Jiaozi coi Saiyan che propongono una serie di scontri individuali con i sei Saibaimen: il primo a misurarsi è Tenshinhan, sconfiggendo facilmente un mostro che viene fatto poi esplodere da Vegeta. Yamcha ne affronta quindi un secondo ma, dopo averlo abbattuto, viene colto di sorpresa alle spalle e rimane ucciso nell'esplosione dell'alieno. |                   |                                                     |
| 24 | Il sacrificio di Riff 「さよなら天さん! 餃子の捨て身の戦法」 - Sayonara Ten-san! Chaozu no sutemi no senpō – "Addio Tenshinhan! Il suicidio di Jiaozi" | 25 ottobre 1989   | 13 maggio 2000                                      |
| 24 | Piccolo e Crilin distruggono i rimanenti mostri, con Nappa che scende personalmente in campo affrontando Tenshinhan il quale perde un braccio nello scontro. Jiaozi attacca quindi il nemico facendosi esplodere, ma invano: il Saiyan sopravvive infatti alla mossa, riportando qualche lieve ferita. |                   |                                                     |
| 25 | L'ultima carta di Tensing 「天津飯絶叫!! これが最後の気孔砲だ!」 - Tenshinhan zekkyō!! Kore ga saigo no kikōhō da – "Tenshinhan grida! Questo è il mio ultimo Kikoho" | 1º novembre 1989  | 15 maggio 2000                                      |
| 25 | Rimasto ferito dal precedente scontro, Tenshinhan si batte furiosamente con Nappa per vendicare Jiaozi ma viene messo al tappeto: in suo aiuto intervengono Piccolo e Crilin, mentre Gohan ha troppa paura per lottare. Dopo che Tenshinhan perde la vita consumando le sue ultime forze per scagliare un attacco energetico contro Nappa, causandogli qualche danno, Vegeta ordina al compagno una tregua di tre ore per aspettare il possibile arrivo di Goku. |                   |                                                     |
| 26 | Fine della tregua 「ひたすら待って３時間! 弾丸飛行の筋斗雲」 - Hitasura matte san jikan! Dangan hikō no kinto-un – "Un intenso ritardo di tre ore! Il Kinton Express" | 8 novembre 1989   | 15 maggio 2000 (1ª parte) 16 maggio 2000 (2ª parte) |
| 26 | Mentre Goku è ormai vicino a completare il percorso, Piccolo escogita uno schema d'attacco che consiste nello sfruttare la coda di Nappa quale debolezza. Durante la tregua, il Saiyan distrugge alcune città nonché la flotta marina e l'esercito militare intervenuti per provare a fermarlo. |                   |                                                     |
| 27 | Arriva Goku 「ぼくにまかせて! 悟飯、怒りの大爆発」 - Boku ni makasete! Gohan, ikari no daibakuhatsu – "Lascia fare a me! La grande esplosione d'ira di Gohan" | 22 novembre 1989  | 16 maggio 2000                                      |
| 27 | Raggiunto il palazzo del Dio, Goku viene portato da quest'ultimo sulla Terra ma le ore concesse da Vegeta sono intanto terminate. Il piano che Piccolo aveva ideato fallisce, in quanto Nappa ha allenato la coda per non farsi cogliere di sorpresa come Radish: Crilin e Gohan riescono però a mettere in difficoltà il nemico, che scaglia così una potente onda verso il bambino. |                   |                                                     |
| 28 | La scomparsa di Junior e del Supremo 「サイヤ人の猛威! 神様もピッコロも死んだ」 - Saiya-jin no mōi! Kami-sama mo Pikkoro mo shinda – "La ferocia dei Saiyan! Dio e Piccolo muoiono!" | 29 novembre 1989  | 17 maggio 2000                                      |
| 28 | Piccolo difende Gohan dal colpo, rimanendone travolto in pieno e perdendo la vita: assieme a lui scompare anche il Dio, con le sfere del drago divenute così inservibili. Nappa affronta quindi il bambino, dopo aver ricevuto un potente attacco da quest'ultimo: Goku giunge all'improvviso sul campo di battaglia, salvando il figlio grazie alla nuvola d'oro magica. |                   |                                                     |
| 29 | L'energia sferica 「父さんすげえや！究極の必殺技・界王拳」 - Tō-san sugee ya! Kyūkyoku no hissatsuwaza・Kaiō-ken – "Papà è arrivato! L'impressionante tecnica finale: il Kaiohken" | 6 dicembre 1989   | 17 maggio 2000 (1ª parte) 18 maggio 2000 (2ª parte) |
| 29 | Goku mostra da subito i frutti dell'allenamento, sconfiggendo facilmente Nappa e schivando anche una mossa a sorpresa del nemico: questi crolla a terra, venendo infine ucciso da Vegeta come punizione per la sconfitta. Crilin suggerisce all'amico di battersi con Vegeta in un luogo distante dalla pianura in cui si trovano, così da mantenere al sicuro i corpi dei loro compagni. |                   |                                                     |
| 30 | Triplo Kai-O-Ken 「限界を越えた熱い戦い！悟空対ベジータ」 - Genkai o koeta atsui tatakai! Gokū tai Bejiita – "Una calda, illimitata battaglia! Goku contro Vegeta" | 13 dicembre 1989  | 18 maggio 2000                                      |
| 30 | Comincia lo scontro con Vegeta. All'inizio l'avversario si dimostra molto più forte, tanto che Goku non riesce a colpirlo nemmeno usando il doppio Kaiohken e si vede costretto a utilizzare il triplo Kaiohken. |                   |                                                     |
| 31 | La trasformazione di Vegeta 「いまだ悟空! すべてを賭けた最後の大技」 - Ima da Gokū! Subete o kaketa saigo no ōwaza – "Adesso Goku! Una tecnica finale con tutto sulla traiettoria" | 20 dicembre 1989  | 19 maggio 2000                                      |
| 31 | Goku sfrutta un Kaiohken tre volte superiore al normale e colpisce duramente Vegeta, che non ha neanche il tempo di reagire ai colpi. Dopo uno scontro furioso che vede Vegeta perdente il principe dei Saiyan accecato dall'ira si lancia in alto per utilizzare il Cannone Galick, una tecnica che gli permetterebbe di distruggere l'intero pianeta. Goku sfruttando un Kaiohken quadruplo riesce con un'Onda Energetica a respingere il potente colpo. A questo punto a Vegeta resta una sola carta da giocare; trasformarsi in Scimmione, ma si accorge tuttavia della mancanza della Luna. Il guerriero Saiyan genera quindi una luna piena artificiale che gli consente di trasformarsi. |                   |                                                     |
| 32 | L'ultima chance 「戦闘力10倍!! ベジータ大変身」 - Sentōryoku jūbai! Bejiita daihenshin – "Battaglia dieci volte più potente! La grande trasformazione di Vegeta" | 17 gennaio 1990   | 19 maggio 2000 (1ª parte) 20 maggio 2000 (2ª parte) |
| 32 | Vegeta, trasformato in Scimmione, attacca Goku, che non potendo nulla contro l'avversario usa la tecnica del Colpo del Sole per accecarlo temporaneamente per avere modo di creare l'Energia Sferica. Proprio quando sta per lanciarla Vegeta lo colpisce duramente e si prepara ad ucciderlo, ma Goku con il suo ultimo sprazzo di energia ferisce un occhio del Saiyan. |                   |                                                     |
| 33 | In aiuto di Goku 「死なないで父さん!! これが悟飯の底力」 - Shinanai de tō-san!! Kore ga Gohan no sokojikara – "Non morire papà! Questa è la resistenza nascosta di Gohan" | 24 gennaio 1990   | 20 maggio 2000                                      |
| 33 | Vegeta stritola Goku fra le mani; Gohan e Crilin, venuti in suo aiuto, osservano impotenti, poiché falliscono il tentativo di tagliare la coda allo Scimmione. Goku sta per morire, ma giunge in suo aiuto Yajirobei, che con la sua spada taglia la coda di Vegeta facendolo così tornare nella sua forma normale. Il principe dei Saiyan mette fuori combattimento Crilin e inizia a lottare con Gohan; nel frattempo Goku passa l'energia sferica a Crilin. |                   |                                                     |
| 34 | Vittoria temporanea 「撃てクリリン! 願いをこめた元気玉」 - Ute Kuririn! Negai o kometa genki dama – "Spara Crilin! La Genkidama, preparata con speranza" | 31 gennaio 1990   | 22 maggio 2000                                      |
| 34 | Gohan riesce a colpire il Saiyan con l'Energia Sferica trasferitagli nelle mani da Crilin, che l'aveva ricevuta da Goku, ma Vegeta non perde ancora. Quest'ultimo con le sue ultime forze mette tutti i suoi avversari K.O. incamminandosi a dare il colpo di grazia, quando si accorge che a Gohan è rispuntata la coda. |                   |                                                     |
| 35 | Finale a sorpresa 「奇跡を起こせ! スーパーサイヤ人孫悟飯」 - Kiseki o okose! Sūpā Saiya-jin Son Gohan – "Causa un miracolo! Il Super Saiyan Son Gohan" | 7 febbraio 1990   | 22 maggio 2000 (1ª parte) 23 maggio 2000 (2ª parte) |
| 35 | Gohan guarda la luna artificiale e si trasforma in Scimmione. Inizialmente senza controllo, come capitava a Goku da piccolo, riesce anche se di poco a riconoscere quale nemico attaccare grazie al suo sangue umano. Vegeta schiva gli attacchi e alla fine con le sue ultime forze crea un disco di energia simile al Cerchio Magico con cui taglia la coda di Gohan, ma il bambino cadendo lo travolge. Il Saiyan è costretto a fuggire, e con il telecomando chiama la sua navicella. Crilin potrebbe ucciderlo con la spada di Yajirobei, ma Goku prega il suo amico di risparmiargli la vita per avere ancora l'opportunità di confrontarsi con lui, e alla fine Crilin accetta, lasciando andare Vegeta ma chiedendo allo stesso tempo a Goku di non fallire nuovamente alla loro prossima battaglia. |                   |                                                     |

## Home video
Gli episodi della prima stagione di Dragon Ball Z sono compresi nei primi sei dischi dell'edizione in DVD giapponese, pubblicati il 19 marzo 2003 all'interno del primo volume di Dragon Box Z hen e poi ad uscite individuali tra il 2 novembre e il 7 dicembre 2005.
| N° | Data            | Episodi | Fonte  |
| -- | --------------- | ------- | ------ |
| 1  | 2 novembre 2005 | 1-6     | [ 21 ] |
| 2  | 2 novembre 2005 | 7-12    | [ 22 ] |
| 3  | 2 novembre 2005 | 13-18   | [ 23 ] |
| 4  | 7 dicembre 2005 | 19-24   | [ 24 ] |
| 5  | 7 dicembre 2005 | 25-30   | [ 25 ] |
| 6  | 7 dicembre 2005 | 31-36   | [ 26 ] |